# (5667) Nakhimovskaya
(5667) Nakhimovskaya (1983 QH1) – planetoida z pasa głównego asteroid okrążająca Słońce w ciągu 3,44 lat w średniej odległości 2,28 j.a. Odkryta 16 sierpnia 1983 roku.